# Fed Cup 2015 Zona Americana Gruppo I - Pool A
Il Pool A della Zona Americana Gruppo I nella Fed Cup 2015 è uno dei due pool (gironi) in cui è suddiviso il Gruppo I della zona Americana. (vedi anche Pool B)
|   | Pool A         | Brasile (bandiera) | Colombia (bandiera) | Cile (bandiera) |
| 1 | Brasile (2-0)  |                    | 2-1                 | 3-0             |
| 2 | Colombia (1-1) | 1-2                |                     | 2-1             |
| 3 | Cile (0-2)     | 0-3                | 1-2                 |                 |

## Primo giorno
| Colombia 2 | La Loma Centro Deportivo, San Luis Potosí, Messico 4 febbraio 2015 cemento (outdoor - decoturf) | La Loma Centro Deportivo, San Luis Potosí, Messico 4 febbraio 2015 cemento (outdoor - decoturf) | Cile 1 |      |     |  |
| \| \| \| \| 1 \| 2 \| 3 \| \| \| - \| \| ----------------------------------------------------------------------- \| --- \| ---- \| --- \| \| \| 1 \| \| Yuliana Lizarazo Daniela Seguel \| 2 6 \| 6 3 \| 5 7 \| \| \| 2 \| \| Mariana Duque Mariño Andrea Koch Benvenuto \| 3 6 \| 6 4 \| 6 1 \| \| \| 3 \| \| Mariana Duque Mariño / Yuliana Lizarazo Fernanda Brito / Daniela Seguel \| 6 3 \| 65 7 \| 6 1 \| \| |                                                                                                 |                                                                                                 |        |      |     |  |
| |                                                                                                 |                                                                                                 | 1      | 2    | 3   |  |
| 1 | Colombia (bandiera) · Cile (bandiera)                                                           | Yuliana Lizarazo Daniela Seguel                                                                 | 2 6    | 6 3  | 5 7 |  |
| 2 | Colombia (bandiera) · Cile (bandiera)                                                           | Mariana Duque Mariño Andrea Koch Benvenuto                                                      | 3 6    | 6 4  | 6 1 |  |
| 3 | Colombia (bandiera) · Cile (bandiera)                                                           | Mariana Duque Mariño / Yuliana Lizarazo Fernanda Brito / Daniela Seguel                         | 6 3    | 65 7 | 6 1 |  |

## Secondo giorno
| Brasile 3 | La Loma Centro Deportivo, San Luis Potosí, Messico 5 febbraio 2015 cemento (outdoor - decoturf) | La Loma Centro Deportivo, San Luis Potosí, Messico 5 febbraio 2015 cemento (outdoor - decoturf) | Cile 0 |       |   |        |
| \| \| \| \| 1 \| 2 \| 3 \| \| \| - \| \| ----------------------------------------------------------------- \| --- \| ----- \| - \| ------ \| \| 1 \| \| Paula Cristina Gonçalves Daniela Seguel \| 6 2 \| 7 610 \| \| \| \| 2 \| \| Beatriz Haddad Maia Andrea Koch Benvenuto \| 6 1 \| \| \| ritiro \| \| 3 \| \| Gabriela Cé / Beatriz Haddad Maia Fernanda Brito / Barbara Gatica \| 6 0 \| 6 2 \| \| \| |                                                                                                 |                                                                                                 |        |       |   |        |
| |                                                                                                 |                                                                                                 | 1      | 2     | 3 |        |
| 1 | Brasile (bandiera) · Cile (bandiera)                                                            | Paula Cristina Gonçalves Daniela Seguel                                                         | 6 2    | 7 610 |   |        |
| 2 | Brasile (bandiera) · Cile (bandiera)                                                            | Beatriz Haddad Maia Andrea Koch Benvenuto                                                       | 6 1    |       |   | ritiro |
| 3 | Brasile (bandiera) · Cile (bandiera)                                                            | Gabriela Cé / Beatriz Haddad Maia Fernanda Brito / Barbara Gatica                               | 6 0    | 6 2   |   |        |

## Terzo giorno
| Brasile 2 | La Loma Centro Deportivo, San Luis Potosí, Messico 6 febbraio 2015 cemento (outdoor - decoturf) | La Loma Centro Deportivo, San Luis Potosí, Messico 6 febbraio 2015 cemento (outdoor - decoturf) | Colombia 1 |     |     |        |
| \| \| \| \| 1 \| 2 \| 3 \| \| \| - \| \| --------------------------------------------------------------------------------------------- \| ---- \| --- \| --- \| ------ \| \| 1 \| \| Paula Cristina Gonçalves Yuliana Lizarazo \| 7 63 \| 4 6 \| 6 2 \| \| \| 2 \| \| Beatriz Haddad Maia Mariana Duque Mariño \| 7 6 \| 7 5 \| \| \| \| 3 \| \| Gabriela Cé / Beatriz Haddad Maia María Fernanda Herazo González / María Paulina Pérez García \| 6 3 \| 4 5 \| \| ritiro \| |                                                                                                 |                                                                                                 |            |     |     |        |
| |                                                                                                 |                                                                                                 | 1          | 2   | 3   |        |
| 1 | Brasile (bandiera) · Colombia (bandiera)                                                        | Paula Cristina Gonçalves Yuliana Lizarazo                                                       | 7 63       | 4 6 | 6 2 |        |
| 2 | Brasile (bandiera) · Colombia (bandiera)                                                        | Beatriz Haddad Maia Mariana Duque Mariño                                                        | 7 6        | 7 5 |     |        |
| 3 | Brasile (bandiera) · Colombia (bandiera)                                                        | Gabriela Cé / Beatriz Haddad Maia María Fernanda Herazo González / María Paulina Pérez García   | 6 3        | 4 5 |     | ritiro |